# 召伯廖
召伯廖（しょうはくりょう、生没年不詳）は、春秋時代の召の君主。姫姓召氏。
魯の荘公27年（紀元前667年）、周の恵王は召伯廖を斉の桓公を派遣し、衛を討伐するように依頼した。